# EPIC 202071401
EPIC 202071401 — двойная или кратная звезда в созвездии Близнецов на расстоянии (вычисленном из значения параллакса) приблизительно 411 световых лет (около 126 парсек) от Солнца.

## Характеристики
Первый компонент (G 109-22A) — оранжевый карлик спектрального класса K5V. Масса — около 0,662 солнечной, радиус — около 0,52 солнечного, светимость — около 0,132 солнечной. Эффективная температура — около 4840 K.
Второй компонент (G 109-22B) — красный карлик спектрального класса M. Эффективная температура — около 3755 K.

## Планетная система
В 2016 году командой астрономов, работающих с фотометрическими данными в рамках проекта Kepler-K2, было объявлено об открытии кандидата в планеты EPIC 202071401.01.